# NCSM Kenora (J281)
Le NCSM  Kenora (pennant number J281) (ou en anglais HMCS Kenora) est un dragueur de mines de la Classe Bangor lancé pour la Royal Canadian Navy (RCN) et qui a servi pendant la Seconde Guerre mondiale.

## Conception
Le Kenora est commandé dans le cadre du programme de la classe Bangor de 1941-42 pour le chantier naval de Port Arthur Shipbuilding Company de Port Arthur en Ontario au Canada. La pose de la quille est effectuée le 18 août 1941, le Kenora est lancé le 20 décembre 1941 et mis en service le 6 août 1942.
La classe Bangor doit initialement être un modèle réduit de dragueur de mines de la classe Halcyon au service de la Royal Navy,. La propulsion de ces navires est assurée par 3 types de motorisation: moteur diesel, moteur à vapeur à pistons à double ou triple expansions et turbine à vapeur. Cependant, en raison de la difficulté à se procurer des moteurs diesel, la version diesel a été réalisée en petit nombre.
Les dragueurs de mines de classe Bangor version canadienne déplacent 683 tonnes en charge normale. Afin de pouvoir loger les chaufferies, ce navire possède des dimensions plus grandes que les premières versions à moteur diesel avec une longueur totale de 54,9 mètres, une largeur de 8,7 mètres et un tirant d'eau de 2,51 mètres. Ce navire est propulsé par 2 moteurs alternatifs verticaux à triple détente alimentés par 2 chaudières à tubes d'eau à 3 tambours Admiralty et entraînant deux arbres d'hélices. Le moteur développe une puissance de 2 400 chevaux-vapeur (1 790 kW) et atteint une vitesse maximale de 16 nœuds (30 km/h). Le dragueur de mines peut transporter un maximum de 152 tonnes de fioul.
Leur manque de taille donne aux navires de cette classe de faibles capacités de manœuvre en mer, qui seraient même pires que celles des corvettes de la classe Flower. Les versions à moteur diesel sont considérées comme ayant de moins bonnes caractéristiques de maniabilité que les variantes à moteur alternatif à faible vitesse. Leur faible tirant d'eau les rend instables et leurs coques courtes ont tendance à enfourner la proue lorsqu'ils sont utilisés en mer de face.
Les navires de la classe Bangor sont également considérés comme exiguës pour les membres d'équipage, entassant 6 officiers et 77 matelots dans un navire initialement prévu pour un total de 40.

## Histoire

### Seconde Guerre mondiale
Le Kenoraest mis en service le 6 août 1942 à Port Arthur et arrive à Halifax, en Nouvelle-Écosse, le 7 septembre et, après des préparatifs, le navire est affecté à la Western Local Escort Force (WLEF) (Force d'escorte locale de l'Ouest) en tant qu'escorte de convoi dans la bataille de l'Atlantique. En juin 1943, le dragueur de mines est affecté au groupe d'escorte W8 de la WLEF. Il reste membre de ce groupe jusqu'en février 1944, lorsque le Kenora embarque pour l'Europe dans le cadre de la contribution du Canada à l'invasion de la Normandie.
A son arrivée en mars 1944, le Kenora est affecté à la 14e flottille de dragage de mines. Pendant le débarquement, le Kenora et ses collègues dragueurs de mines nettoient et marquent des chenaux à travers les champs de mines allemands menant aux plages d'invasion dans le secteur américain. La 14e flottille de dragage de mines inspecte la Baie de Seine une heure après le début de l'assaut. Les Bangors canadiens passent la majeure partie du mois de juin à nettoyer le chenal 14, la zone élargie qui combine les chenaux d'assaut 1 à 4.
Les dragueurs de mines passent les mois suivants à nettoyer les voies de navigation entre le Royaume-Uni et l'Europe continentale. Vers la fin de 1944, les dragueurs de mines sont également utilisés pour escorter les convois de la Manche. En octobre 1944, le Kenora revient au Canada pour subir un carénage à Liverpool, en Nouvelle-Écosse. Le navire reveint dans les eaux européennes en février 1945, rejoignant à son arrivée la 31e flottille de dragage de mines.
En avril 1945, la 31e flottille de dragage de mines est affectée à la dernière opération combinée d'envergure sur le théâtre européen. Le 12 avril, la flottille de dragueurs de mines se dirige vers l'estuaire de la Gironde et balaie un canal d'invasion pour la force d'attaque qui débarque dans la région. Une fois leur mission de dragage terminée, les dragueurs de mines effectuent une patrouille anti-sous-marine dans la région. Ils continuent à effectuer ces tâches jusqu'au 16 avril, date à laquelle les dragueurs de mines retournent à Plymouth. En retournant à Plymouth, la flottille rencontrae un chalutier allemand et le capture. Le Kenora et la 31e flottille de dragage de mines passent les cinq mois suivants à inspecter la Manche. Le Kenora reste dans les eaux européennes jusqu'au 4 septembre, date à laquelle le dragueur de mines revient au Canada.

### Après-guerre
Après son retour au Canada, le dragueur de mines est désarmé à Halifax le 6 octobre 1945 et immobilisé à Shelburne (Nouvelle-Écosse). Le Kenora est emmené à Sorel, au Québec, et placé en réserve stratégique en 1946.
En 1952, le dragueur de mines est réactivé par la Marine royale du Canada pendant la guerre de Corée et modernisé. Le navire est amené à Sydney (Nouvelle-Écosse), et reçoit le nouveau numéro de coque (Pennant number) FSE 191 et est désigné à nouveau comme escorte côtière,.
Cependant, le navire n'est jamais remis en service et reste en réserve à Sydney jusqu'au 29 novembre 1957, date à laquelle le Kenora est officiellement transféré à la marine turque,. Rebaptisé TCG Bandirma (TCG pour Türkiye Cumhuriyeti Gemisi ou Navire de la République de Turquie) par la marine turque, le navire reste en service jusqu'en 1972, date à laquelle le Bandirma est mis au rebut. Le navire est démantelé en Turquie en 1972 . Le registre du navire est supprimé en 1980.

### Honneurs de bataille
- Gulf of St. Lawrence 1942
- Atlantic 1942-1945
- Normandy 1944

### Participation auxconvois
Le Kenora a navigué avec les convois suivants au cours de sa carrière:
1. Convoi BX 46
2. Convoi BX 48
3. Convoi HX 213
4. Convoi HX 217
5. Convoi HX 226
6. Convoi HX 231
7. Convoi HX 250
8. Convoi HX 264
9. Convoi HX 276
10. Convoi HX 345
11. Convoi ON 133
12. Convoi ON 136
13. Convoi ON 143
14. Convoi ON 148
15. Convoi ON 151
16. Convoi ON 158
17. Convoi ON 159
18. Convoi ON 166
19. Convoi ON 209
20. Convoi ON 218
21. Convoi ON 264
22. Convoi ONS 2
23. Convoi ONS 7
24. Convoi ONS 23
25. Convoi ONS 25
26. Convoi SC 106
27. Convoi SC 111
28. Convoi SC 115
29. Convoi SC 116
30. Convoi SC 119
31. Convoi SC 120
32. Convoi SC 123
33. Convoi SC 130
34. Convoi SC 149
35. Convoi XB 46
36. Convoi XB 48
37. Convoi XB 55
38. Convoi XB 86
39. Convoi XB 90B

### Commandement
- T/Lieutenant (T/Lt.) Frederick Robb Naftel (RCNVR) du 6 août 1942 au 14 septembre 1943
- Lieutenant (Lt.) Douglas Wilson Lowe (RCNVR) du 15 septembre 1943 au 7 février 1945
- T/Lieutenant (T/Lt.) Ralph Morton Meredith (RCNR) du 8 février 1945 au 6 octobre 1945

Notes:
RCNR: Royal Canadian Naval Reserve
RCNVR: Royal Canadian Naval Volunteer Reserve 